# لوسی ژیلت
لوسی ژیلت (انگلیسی: Lucy Gillett؛ زادهٔ ۲۳ اکتبر ۱۹۹۳) بازیکن فوتبال اهل ایالات متحده آمریکا است که در پست دروازه‌بان بازی ‌می‌کند.
ژیلت که در نیویورک متولد شد، قبل از بازگشت به لانگ آیلند، نیویورک در سنین پایین در انگلستان بزرگ شد.